# Brick Bradford
Brick Bradford fue una tira de prensa ciencia ficción creada por el guionista William Ritt y el dibujante Clarence Gray.
Fue distribuida por primera vez en 1933 por Central Press Association, una subsidiaria de King Features Syndicate.

## Argumento y personajes
Brick Bradford era una space opera/relato de aventuras, en la línea de Skyroads, Buck Rogers y Flash Gordon con su recurso a dinosaurios, villanos intergalácticos, robots y mundos subatómicos. Hacia 1935, la popularidad de Brick Bradford's se había incrementado espectacularmente, tras arribar a las secciones de tiras dominicales de los principales periódicos en 1933, seguida por una edición de fin de semana que comenzó el 24 de noviembre de 1934. También se publicó en muchos periódicos de Francia, donde fue conocido como "Luc Bradefer" (Lucas Brazo de Hierro).
Brick Bradford era un atleta y aventurero pelirrojo (más tarde rubio) de Kentucky que continuamente se enfrentaba a situaciones fantásticas Inicialmente, la tira estaba enfocada en aventuras en la Tierra, enfocadas en la aviación, de manera similar a las Skyroads de Lester J. Maitland y Dick Calkins. Sin embargo, a medida que la tira se fue desarrollando, Brick Bradford fue presentando cada vez más elementos fantásticos a la manera de Buck Rogers y Flash Gordon. Ritt era un admirador de los escritores de ciencia ficción H. G. Wells, Edgar Rice Burroughs y Abraham Merritt, y recurrió a algunas de sus ideas al escribir Brick Bradford, que ahora se había convertido más bien en una historia de ópera espacial/aventura, con sus historias de dinosaurios, civilizaciones perdidas, villanos intergalácticos, robots y mundos subatómicos.
Para 1935, la popularidad de Brick Bradford había aumentado enormemente, y llegó a las secciones de cómics dominicales de los principales periódicos en 1933, seguido de una edición de fin de semana que comenzó el 24 de noviembre de 1934. En las tiras diarias Brick estaba acompañado por su amigo Sandy Sanderson, el científico calvo y barbudo Kalla Kopak, y June Salisbury, la novia de Brick y la hija de su aliado, el profesor Van Atta Salisbury. Las tiras dominicales tenían personajes y tramas completamente diferentes. Aquí, Brick estuvo a menudo acompañado en sus aventuras por el profesor Horatio Southern y su hija April, que era el interés amoroso de Brick. Entre los personajes posteriores se encontraban el belicoso compañero de Brick, Bucko O'Brien, y la hermosa chica mala de cabello negro, Saturn Sadie, que se reformó y al final se casó con el incondicional héroe.
Entre los enemigos de Brick se encontraban el Dr. Franz Ego, un espía; Avil Blue, inventor de un robot gigante; y los "Asesinos", descendientes de la secta de Oriente Medio del mismo nombre.
El 20 de abril de 1935, se añadió a la tira una máquina del tiempo, The Time Top, que viajaba tanto al pasado como al futuro, adelantándose en cuatro años al aparato de Doc Wonmug en Alley Oop.

## Tiras diarias de Clarence Gray y William Ritt
D001 In the City Beneath the Sea (08/21/1933 – 06/30/1934) 270 tiras
D002 With Brocco the Buccaneer (07/02/1934 – 05/18/1935) 276 tiras
D003 On the Isles Beyond the Ice (05/20/1935 – 04/11/1936) 282 tiras
D004 Brick Bradford and the Lord of Doom (04/13/1936 – 02/06/1937) 258 tiras
D005 Adrift in an Atom [aka Voyage in a Coin] (02/08/1937 – 01/08/1938) 288 tiras
D006 In the Fortress of Fear (01/10/1938 – 02/11/1939) 342 tiras
D007 Brick Bradford and the Metal Monster (02/13/1939 – 03/16/1940) 342 tiras
D008 Brick Bradford Seeks the Diamond Doll (03/18/1940 – 12/28/1940) 249 tiras
D009 On the Throne of Titania (12/30/1940 – 06/12/1943) 765 tiras
D010 Beyond the Crystal Door (06/14/1943 – 10/21/1944) 462 tiras
D011 The Queen of the Night (10/28/1944 – 06/01/1946) 468 tiras
D012 The Witch Doctor of Wanchi (06/03/1946 – 12/07/1946) 162 tiras
D013 The Strange Case of Captain Bold (12/09/1946 – 07/19/1947) 192 tiras
D014 Lost Train In Tunnel #10 (07/21/1947 – 05/01/1948) 246 tiras
D015 The Prophet of Thorn (05/03/1948 – 03/19/1949) 276 tiras
D016 The Colossal Fossil (03/21/1949 – 07/02/1949) 90 tiras
D017 The Island of the Eye (07/04/1949 – 12/24/1949) 150 tiras
D018 Smokeballs (12/26/1949 – 03/25/1950) 60 tiras
D019 The Howling Face (03/27/1950 – 06/17/1950) 90 tiras
D020 The Legacy of Low Lake (06/19/1950 – 10/07/1950) 96 tiras
D021 Detour of Doubt (10/09/1950 – 12/30/1950) 60 tiras
D022 Frame-Up (01/01/1951 – 03/31/1951) 90 tiras
D023 Mesa Macabre (04/02/1951 – 08/11/1951) 114 tiras
D024 Moon Maiden (08/13/1951 – 10/06/1951) 48 tiras
D025 Shadow in the Sky (10/08/1951 – 02/16/1952) 102 tiras
D026 The Six Seeds of Sibed (02/18/1952 – 05/10/1952) 96 tiras
D027 Mr. Distance (05/12/1952 – 10/18/1952) 138 tiras

## Tiras diarias de Paul Norris
D028 Condor Corridor (10/20/1952 – 04/04/1953) 144 tiras
D029 Operation Back Burner (04/06/1953 – 07/04/1953) 78 tiras
D030 Oroto Otoro (07/06/1953 – 10/24/1953) 96 tiras
D031 Poet and Present (10/26/1953 – 01/02/1954) 60 tiras
D032 Deadline Dilemma (01/04/1954 – 05/01/1954) 102 tiras
D033 Frogman’s Folly (05/03/1954 – 07/24/1954) 72 tiras
D034 Poet’s Revenge (07/26/1954 – 10/09/1954) 66 tiras
D035 Honey’n’Holly (10/11/1954 – 12/04/1954) 48 tiras
D036 Temperamental Tessie (12/06/1954 – 01/29/1955) 48 tiras
D037 Found and Profound (01/31/1955 – 04/30/1955) 78 tiras
D038 Bauble’s Belle (05/02/1955 – 06/25/1955) 48 tiras
D039 Silent Partners! (06/27/1955 – 10/08/1955) 90 tiras
D040 The Case of the Vicious Vines (10/10/1955 – 12/31/1955) 72 tiras
D041 Stowaway (01/02/1956 – 05/12/1956) 114 tiras
D042 Something Borrowed, Something Blue (05/14/1956 – 08/04/1956) 72 tiras
D043 Astral Assignment (08/06/1956 – 10/20/1956) 66 tiras
D044 Return of Paul Bunyan (10/22/1956 – 01/26/1957) 84 tiras
D045 The Search For Kris Kreg (01/28/1957 – 04/20/1957) 72 tiras
D046 Time-Top Trials! (04/22/1957 – 09/14/1957) 126 tiras
D047 Eye of the Needle (09/16/1957 – 11/16/1957) 54 tiras
D048 Return to Pura (11/18/1957 – 02/22/1958) 84 tiras
D049 Deep Danger (02/24/1958 – 06/07/1958) 90 tiras
D050 X-S-S-16 (06/09/1958 – 09/13/1958) 84 tiras
D051 The Search for Doctor Eastland (09/15/1958 – 01/24/1959) 114 tiras
D052 Man on the Moon (01/26/1959 – 06/06/1959) 114 tiras
D053 The Sound (06/08/1959 – 09/19/1959) 90 tiras
D054 Mission to Maga (09/21/1959 – 01/23/1960) 108 tiras
D055 Steppingstone (01/25/1960 – 09/24/1960) 210 tiras
D056 Tattletale Tiros (09/26/1960 – 03/04/1961) 138 tiras
D057 Silent Search (03/06/1961 – 10/07/1961) 186 tiras
D058 Bradford’s Bondage (10/09/1961 – 11/25/1961) 42 tiras
D059 Botanical Warfare (11/27/1961 – 04/28/1962) 132 tiras
D060 Adventure in the Aqua-Mole (04/30/1962 – 09/15/1962) 120 tiras
D061 The Proxima Centauri Run (09/17/1962 – 02/16/1963) 132 tiras
D062 Lady Loot (02/18/1963 – 05/18/1963) 78 tiras
D063 Adventure in Andromeda (05/20/1963 – 10/19/1963) 132 tiras
D064 Operation Chaos (10/21/1963 – 12/28/1963) 60 tiras
D065 Return to Panola (12/30/1963 – 05/16/1964) 120 tiras
D066 Cold Caper (05/18/1964 – 10/24/1964) 138 tiras
D067 Journey to Procyon (10/26/1964 – 01/23/1965) 78 tiras
D068 Saturn Sadie’s Side Trip (01/25/1965 – 07/03/1965) 138 tiras
D069 Silverslinger (07/05/1965 – 10/23/1965) 96 tiras
D070 The Treasure of Toolee Tooee (10/25/1965 – 04/30/1966) 162 tiras
D071 The Agrarians (05/02/1966 – 08/27/1966) 102 tiras
D072 Strange Sargasso (08/29/1966 – 03/25/1967) 180 tiras
D073 Search for a Samaritan (03/27/1967 – 08/12/1967) 120 tiras
D074 Destination Laza (08/14/1967 – 09/23/1967) 36 tiras
D075 The Radiant Ruins of Ramdan (09/25/1967 – 05/04/1968) 192 tiras
D076 Ardun’s Ark (05/06/1968 – 07/06/1968) 54 tiras
D077 Flight of Fantasy (07/08/1968 – 09/28/1968) 72 tiras
D078 Solitary Journey (09/30/1968 – 12/07/1968) 60 tiras
D079 Gathering on Gwaymus (12/09/1968 – 03/01/1969) 72 tiras
D080 The Evil Enkar (03/03/1969 – 05/03/1969) 54 tiras
D081 Galileo’s Ghost (05/05/1969 – 07/26/1969) 72 tiras
D082 Revenge (07/28/1969 – 10/04/1969) 60 tiras
D083 Tabby’s Tantrums (10/06/1969 – 12/13/1969) 60 tiras
D084 Return to Gwaymus (12/15/1969 – 03/14/1970) 78 tiras
D085 The Treasure of Tarabagara (03/16/1970 – 05/23/1970) 60 tiras
D086 Purple Pintar (05/25/1970 – 08/29/1970) 84 tiras
D087 Search for Urubu (08/31/1970 – 10/31/1970) 54 tiras
D088 Time and Trouble (11/02/1970 – 01/30/1971) 78 tiras
D089 Tenacious Tempo (02/01/1971 – 04/03/1971) 54 tiras
D090 Hoppy’s Re-Migration (04/05/1971 – 06/12/1971) 60 tiras
D091 Tardy Tempo (06/14/1971 – 09/04/1971) 72 tiras
D092 Double Trouble (09/06/1971 – 11/13/1971) 60 tiras
D093 Stranded (11/15/1971 – 01/08/1972) 48 tiras
D094 Phoenix Fever (01/10/1972 – 04/08/1972) 78 tiras
D095 Going Home (04/10/1972 – 07/08/1972) 78 tiras
D096 Then There Were Two (07/10/1972 – 09/23/1972) 66 tiras
D097 Trail of the Tonabera (09/25/1972 – 12/02/1972) 60 tiras
D098 Polar Poltergeist (12/04/1972 – 03/03/1973) 78 tiras
D099 Long Way Home (03/05/1973 – 06/23/1973) 96 tiras
D100 A Change of Plans (06/25/1973 – 10/20/1973) 102 tiras
D101 A Flight of Ghosts (10/22/1973 – 12/08/1973) 42 tiras
D102 Old Masters (12/10/1973 – 02/16/1974) 60 tiras
D103 Cygnus Two (02/18/1974 – 04/27/1974) 60 tiras
D104 Lore (04/29/1974 – 08/03/1974) 84 tiras
D105 Search for Succor (08/05/1974 – 10/05/1974) 54 tiras
D106 Rescue (10/07/1974 – 12/28/1974) 72 tiras
D107 Stronger Force (12/30/1974 – 02/22/1975) 48 tiras
D108 Holiday on Hokuku! (02/24/1975 – 05/31/1975) 84 tiras
D109 Sea of Secrets (06/02/1975 – 08/16/1975) 66 tiras
D110 The Folly of Petro Leur (08/18/1975 – 12/27/1975) 114 tiras
D111 Lore Revisited (12/29/1975 – 02/14/1976) 42 tiras
D112 Beyond Bucala (02/16/1976 – 05/29/1976) 90 tiras
D113 The Way Home (05/31/1976 – 10/09/1976) 114 tiras
D114 Eye Spy (10/11/1976 – 01/29/1977) 96 tiras
D115 Rescue (01/31/1977 – 04/23/1977) 72 tiras
D116 Dead End (04/25/1977 – 08/27/1977) 108 tiras
D117 Lost (08/29/1977 – 01/07/1978) 114 tiras
D118 Dolphins of Dahgara (01/09/1978 – 04/22/1978) 90 tiras
D119 Wild Wet World (04/24/1978 – 08/05/1978) 90 tiras
D120 Space Trace (08/07/1978 – 12/16/1978) 114 tiras
D121 Emigres’ Reversión (12/18/1978 – 04/07/1979) 96 tiras
D122 Web of Life (04/09/1979 – 09/22/1979) 144 tiras
D123 Two, Too Many (09/24/1979 – 01/19/1980) 102 tiras
D124 Runagate (01/21/1980 – 06/07/1980) 120 tiras
D125 Loose Ends (06/09/1980 – 10/25/1980) 120 tiras
D126 Iona Incursion (10/27/1980 – 01/17/1981) 72 tiras
D127 Solar Power Play (01/19/1981 – 04/18/1981) 78 tiras
D128 Time Trials (04/20/1981 – 07/25/1981) 84 tiras
D129 The Realm of Ram (07/27/1981 – 01/02/1982) 138 tiras
D130 Jeopardy (01/04/1982 – 04/17/1982) 90 tiras
D131 Search for Saturn Sadie (04/19/1982 – 09/18/1982) 132 tiras
D132 Prekarius Plot (09/20/1982 – 04/16/1983) 180 tiras
D133 Topaz (04/18/1983 – 09/17/1983) 132 tiras
D134 Beyond the Limits (09/19/1983 – 12/31/1983) 90 tiras
D135 The Penny Black (01/02/1984 – 05/19/1984) 120 tiras
D136 Burawa Bondage (05/21/1984 – 08/03/1985) 378 tiras
D137 Aggression at Agwon (08/05/1985 – 12/21/1985) 120 tiras
D138 The Save of Saturn Sadie (12/23/1985 – 04/26/1986) 108 tiras
D139 What Next? (04/28/1986 – 07/26/1986) 78 tiras
D140 Mind Over Matter (07/28/1986 – 12/20/1986) 126 tiras
D141 Flight Tests (12/22/1986 – 04/25/1987) 108 tiras